# Ri d'Asse
El Ri d'Asse o Ruisseau d'Asse és un petit riu de Bèlgica que neix a Charneux, un llogaret al nord del municipi de Herve al País de Herve a la província de Lieja i desemboca al Berwijn a Mortroux (Dalhem). Rega els nuclis de Charneux, Julémont,  Saint-André i Mortroux.
A les seves ribes es troben tres molins d'aigua, del qual un encara funciona de tant en tant. El 2004 es va construir un pas de peix a la presa de molí prop de la desembocadura amb el Berwijn.

## Afluents

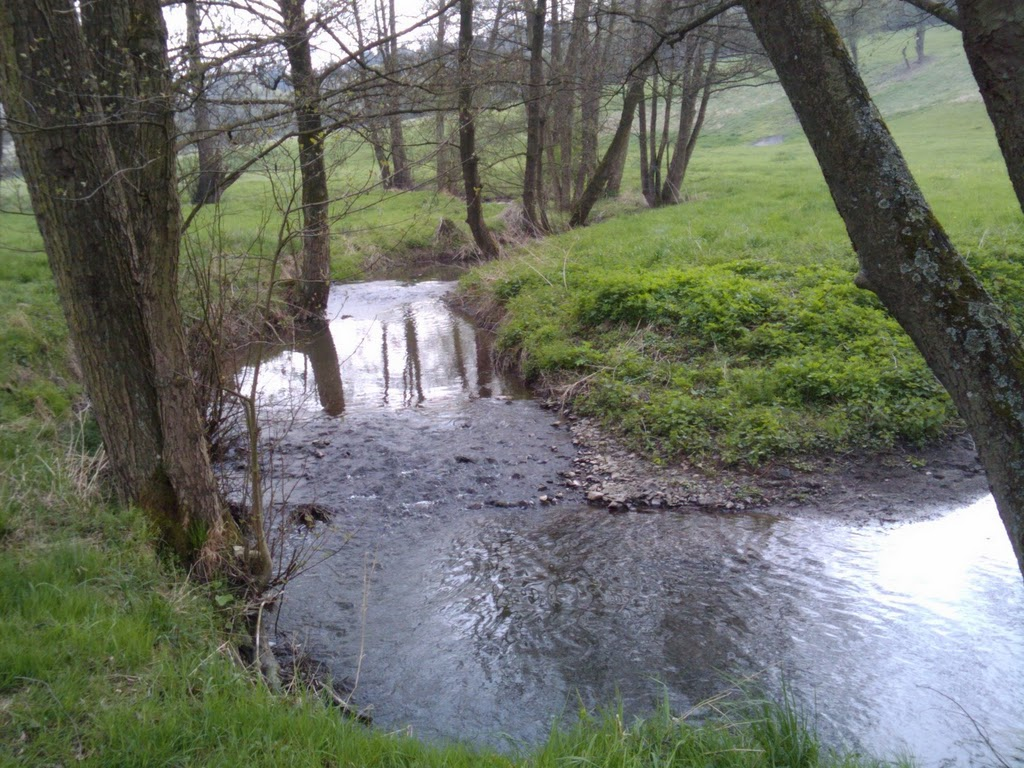
El riu al bosc de Mortroux
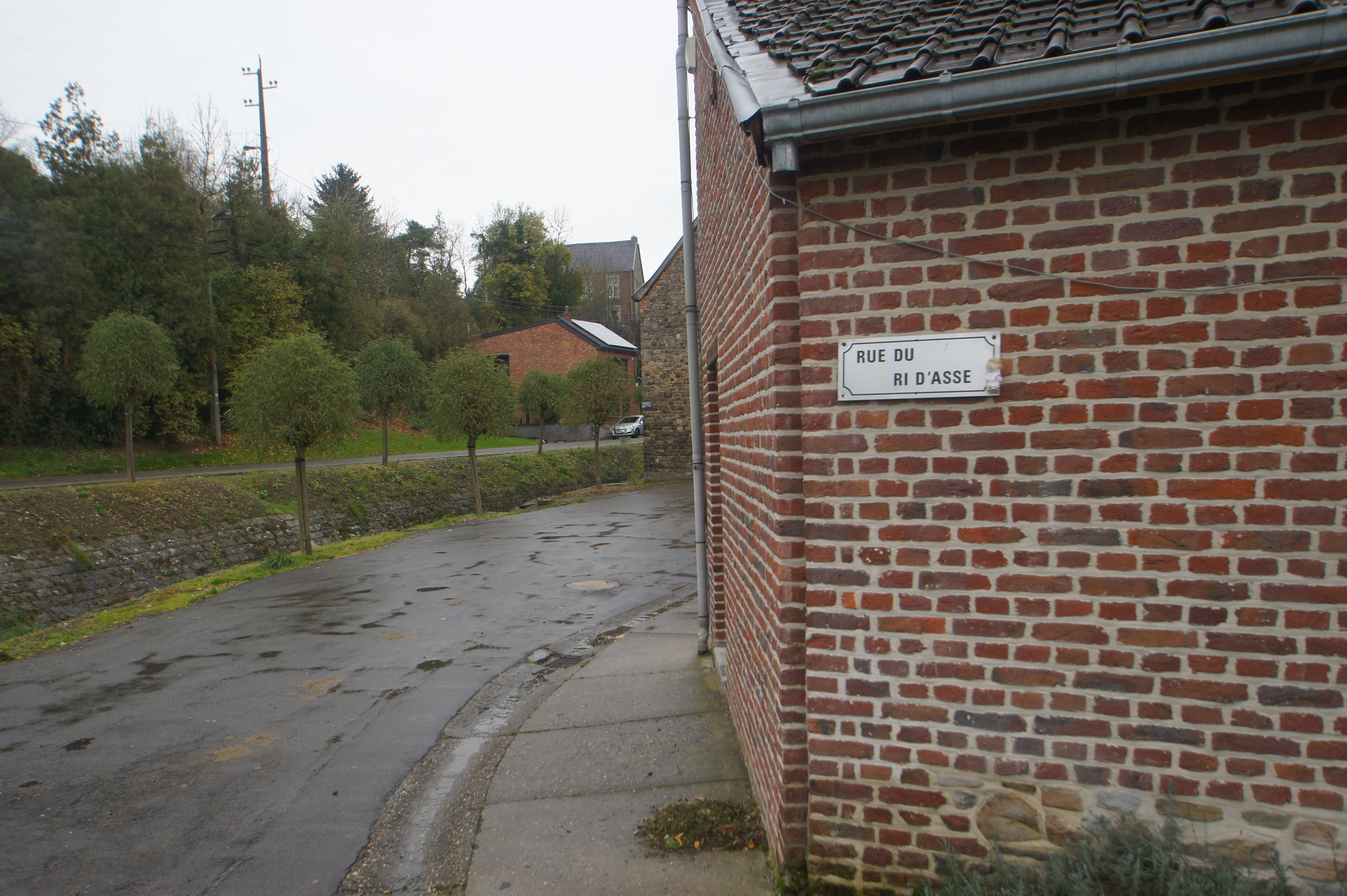
El riu canalitzat al carrer Rue del Ri d'Asse
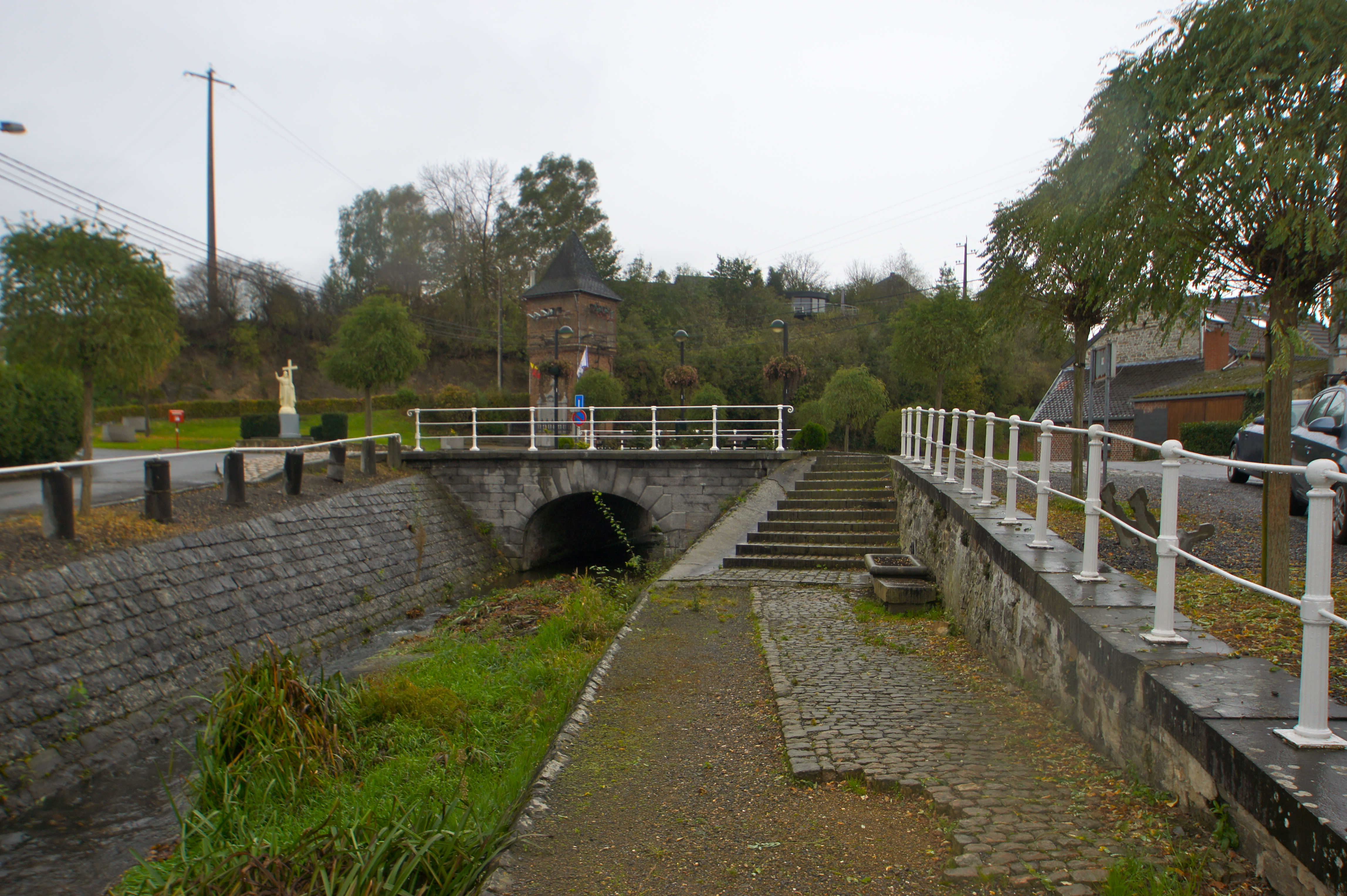
Un pont a Mortroux
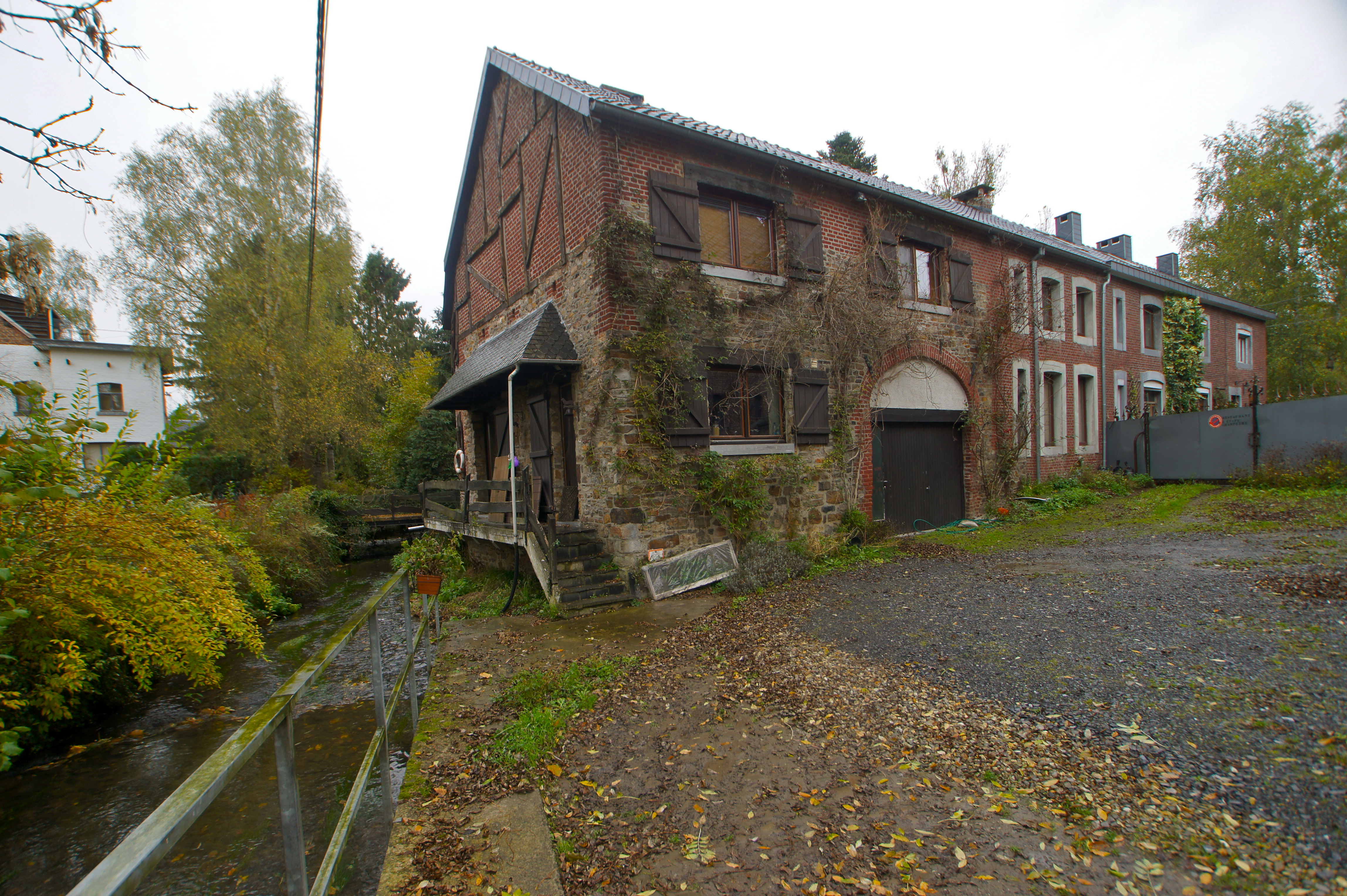
Cases velles prop de la confluència amb el Berwijn